# Sigurd Wandel
Sigurd Wandel (22 febbraio 1875 – 3 giugno 1947) è stato un pittore danese.
Divenne direttore della Royal Danish Academy of Fine Arts.

## Biografia
Wandel è nato nel quartiere Frederiksberg di Copenaghen, in Danimarca. Era figlio del collezionista d'arte Oscar Andreas Wandel (1845-1925) e della pittrice Elisabeth Wandel (1850-1926). Era, inoltre, nipote dell'ufficiale di marina ed esploratore polare Carl Frederick Wandel (1843-1930).
Fu studente di pittura sia con Kristian Zahrtmann che alla Royal Danish Academy of Fine Arts dal 1895 al 1904. Inoltre, viaggiò con Zahrtmann in Italia nel 1896 prima di trascorrere un anno all'Accademia di Belle Arti di Dresda (1896–97). Seguendo da vicino le orme di Zahrtmann, all'inizio del XX secolo dipinse numerosi grandi gruppi di figure e interni, costituiti principalmente dai suoi amici artisti e membri della sua famiglia. Il suo Figurgruppe, selvportræt med familien (Gruppo di figure, Autoritratto con la famiglia), ora nella Collezione Hirschsprung, gli valse la Medaglia dell'anno dell'Accademia nel 1908. Ha anche prodotto una serie di paesaggi notevoli.
Nel 1920 fu selezionato per servire come professore presso la Royal Danish Academy, ma ciò portò a uno sciopero degli studenti che lo trovavano troppo tradizionale. Tuttavia divenne professore nel 1920 e direttore dell'Accademia dal 1940 al 1943.

## Premi
Nel 1910 Wandel ricevette la medaglia Eckersberg.